# 希腊正教会圣母领报堂
希腊正教会圣母领报堂（Greek Orthodox Church of the Annunciation）又名圣加百列堂，是以色列拿撒勒的一座东正教教堂。 
该堂位于一个地下泉水的上方，东正教会认为这里是天使来报喜时，圣母玛利亚正在打水的地点。圣母领报的故事见于圣经新约路加福音 (1:27-35)的记载。在拿撒勒有18座圣母领报堂。天主教圣母领报圣殿位于玛利亚住所的上面，而希腊正教会圣母领报堂位于玛利亚泉水的上方，听见天使加百列报喜的地点。这是拿撒勒全村唯一的水源。，是已有三千年历史的水源地
该堂始建于拜占庭时期，君士坦丁一世在位时期。在十字军时代重建，18世纪在加利利的阿拉伯总督扎希尔·欧麦尔统治下又再次重建，当地希腊正教会取代方济各会和希腊天主教会，开始管理这座教堂。

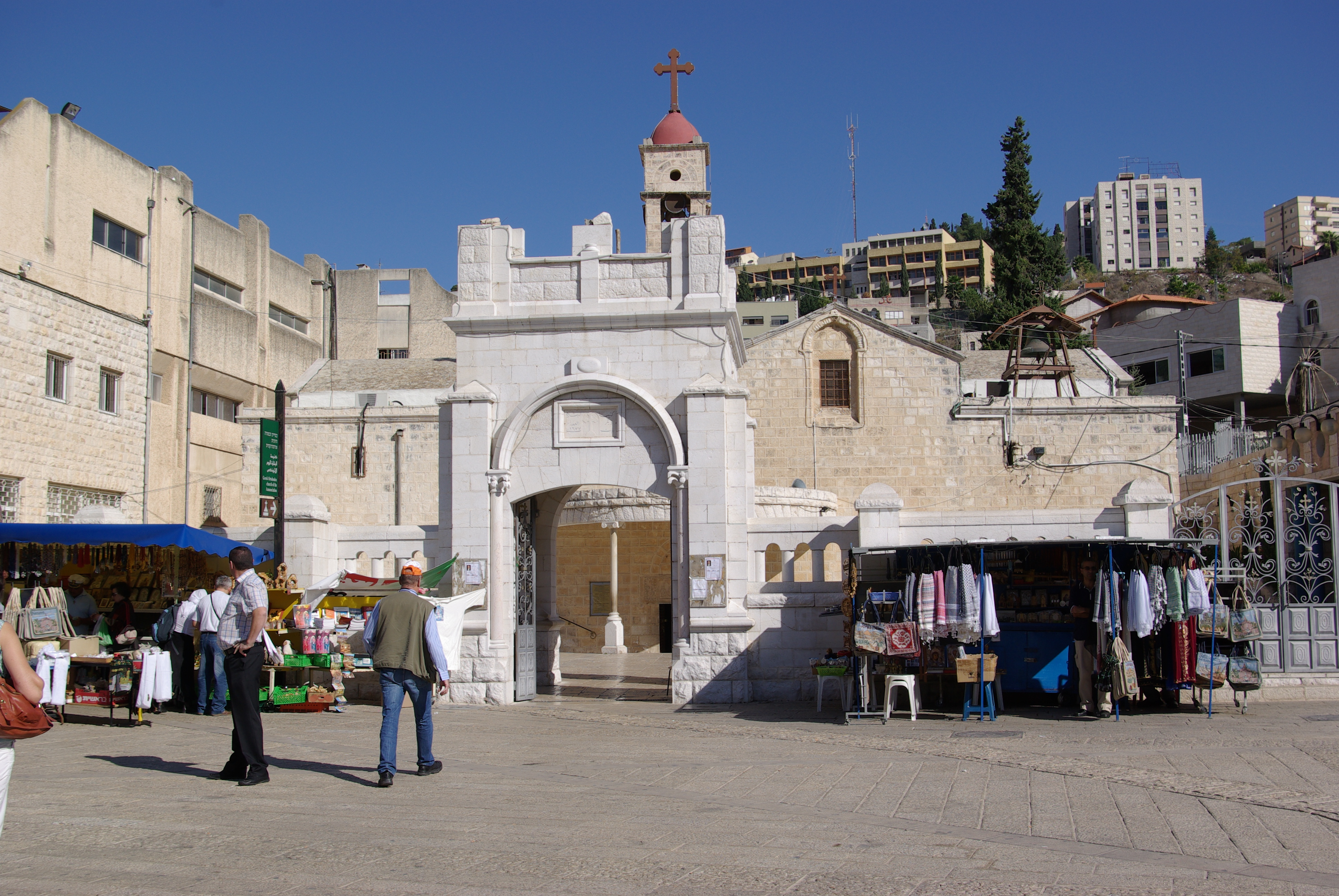
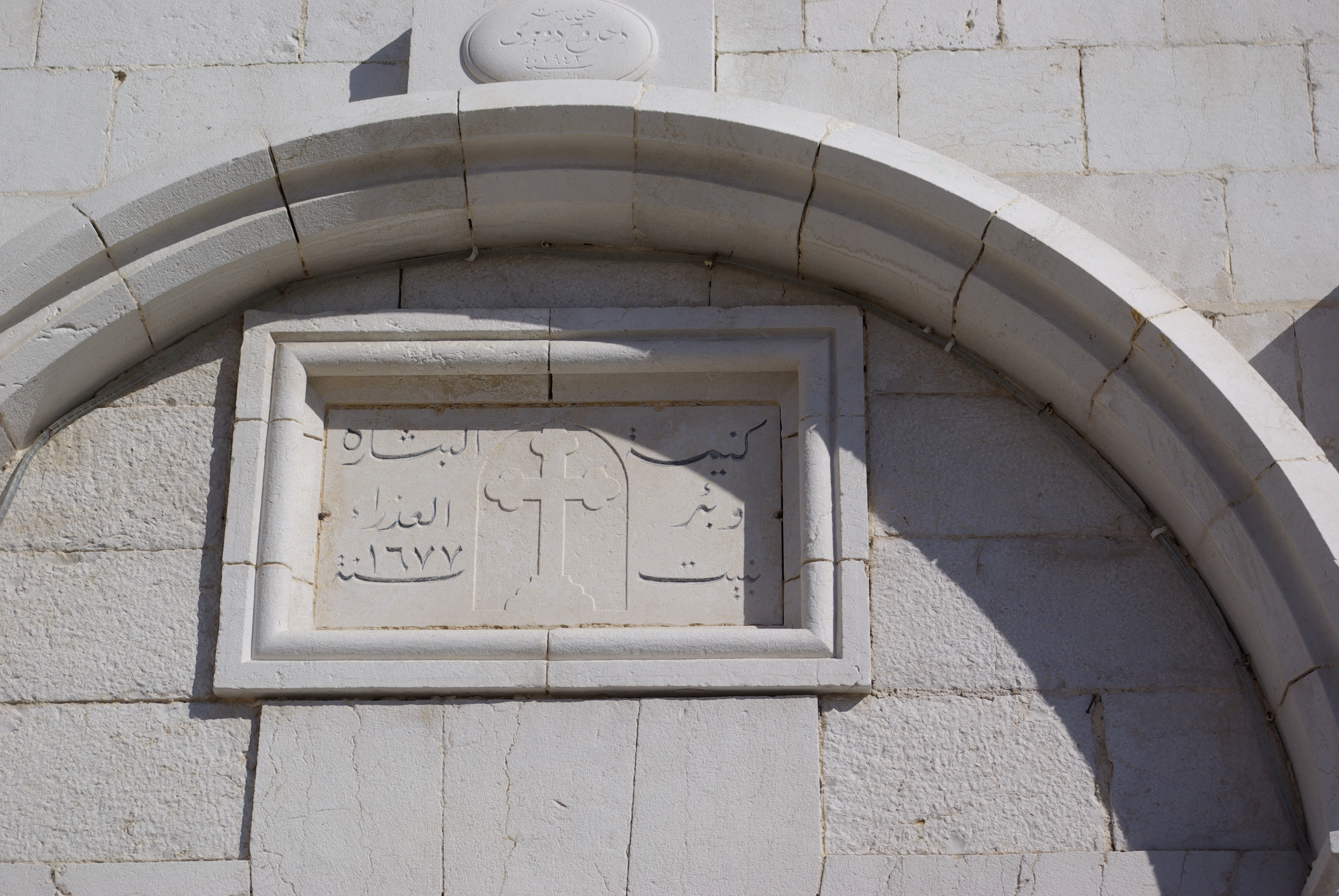
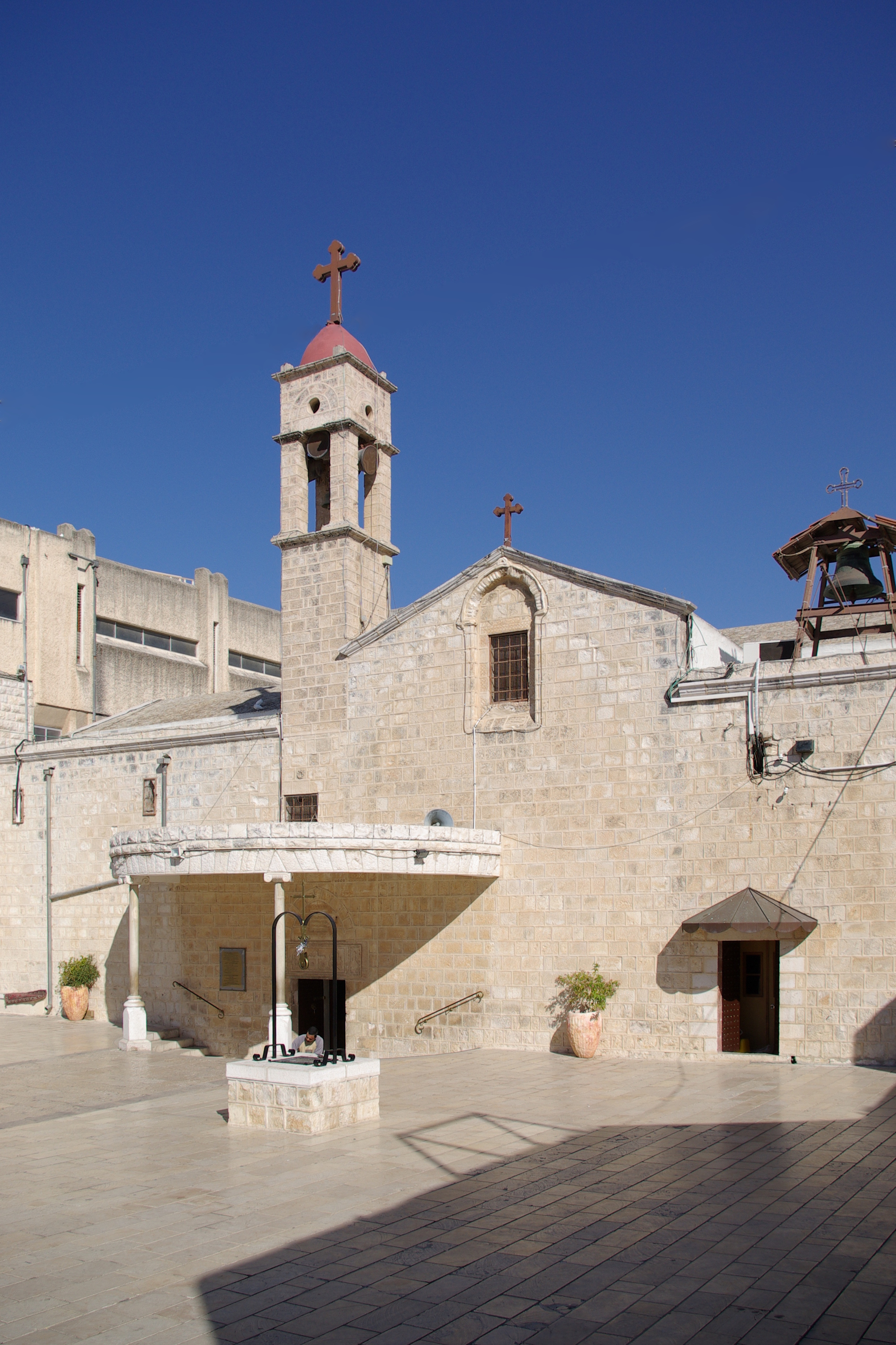
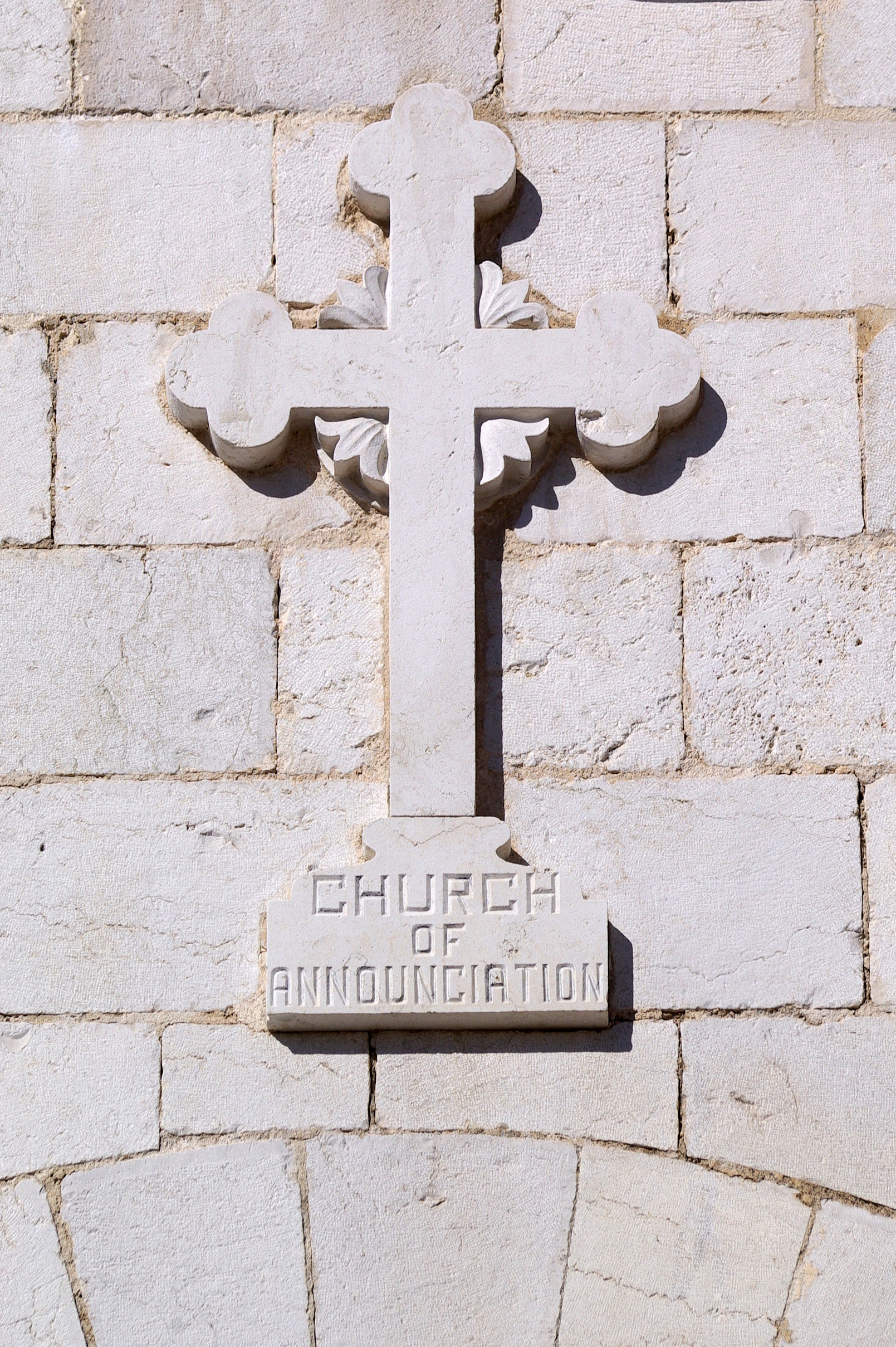
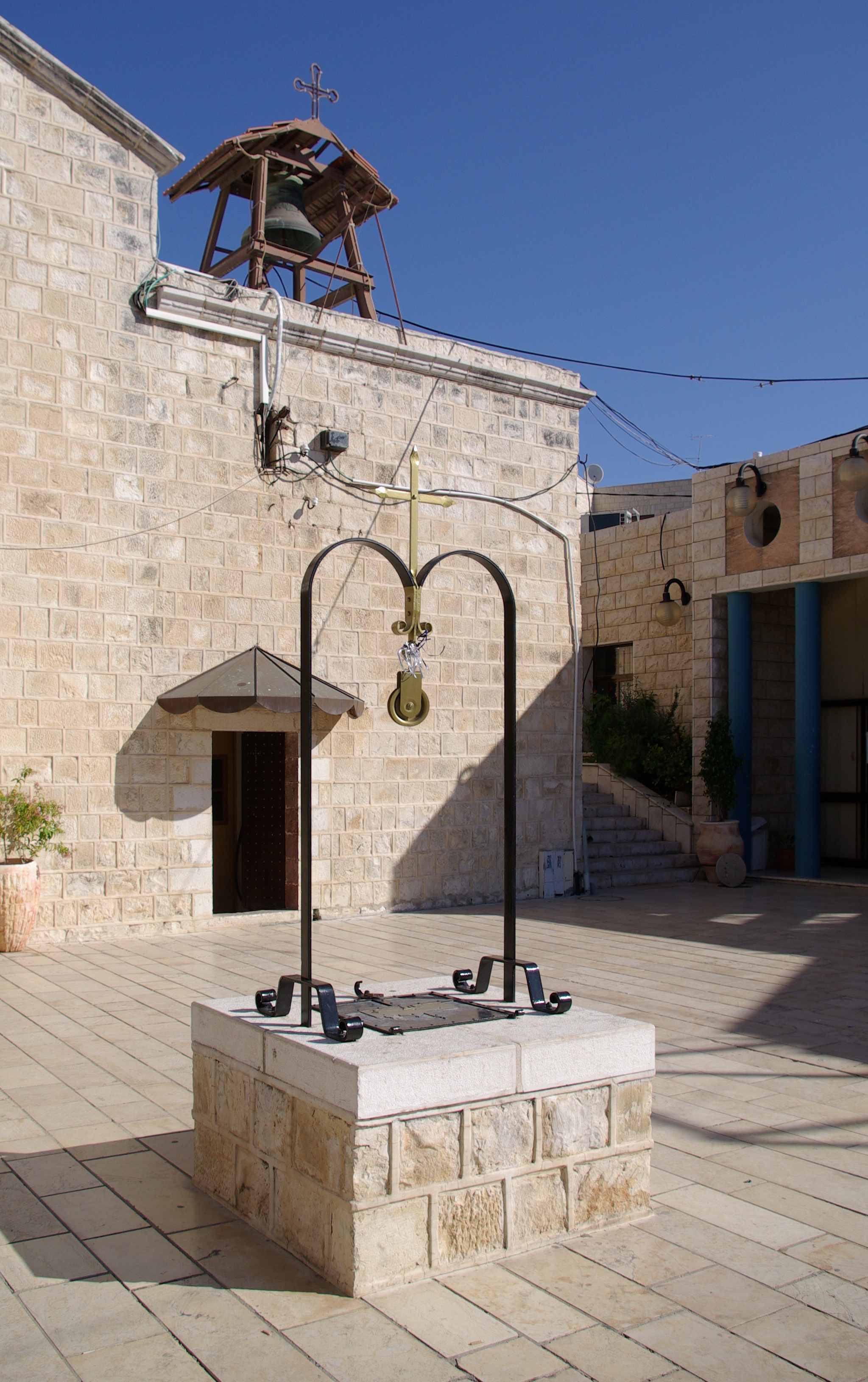
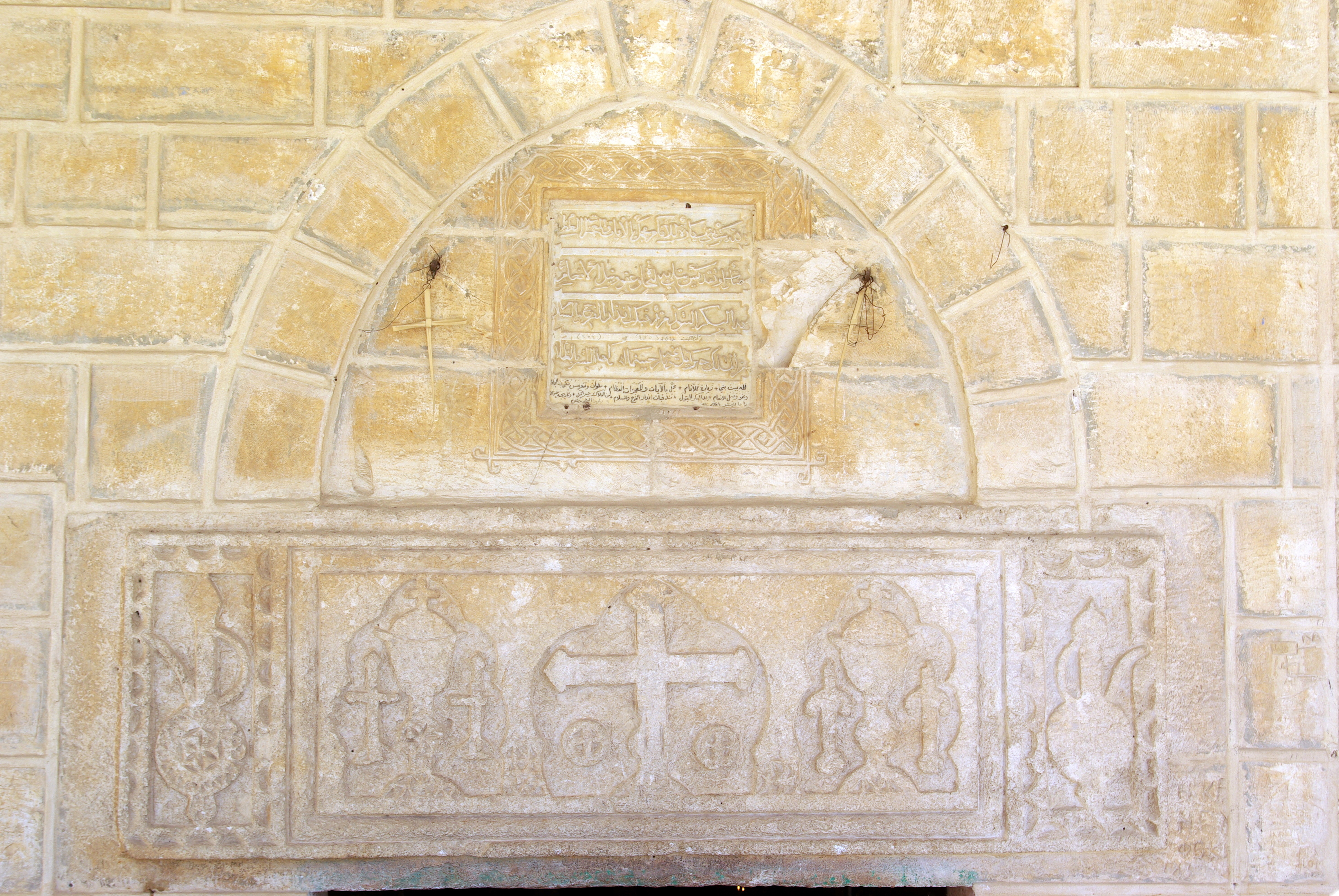
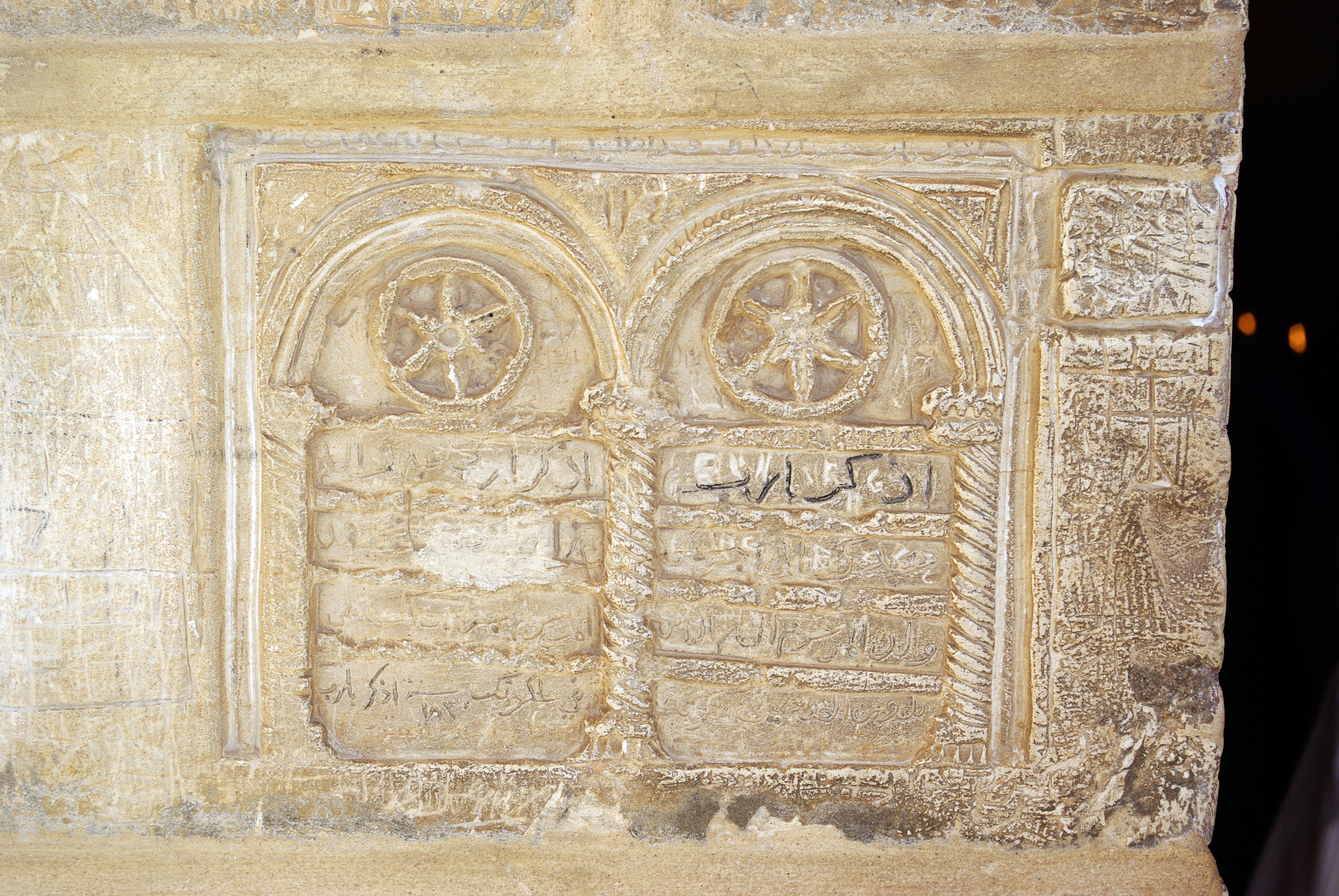
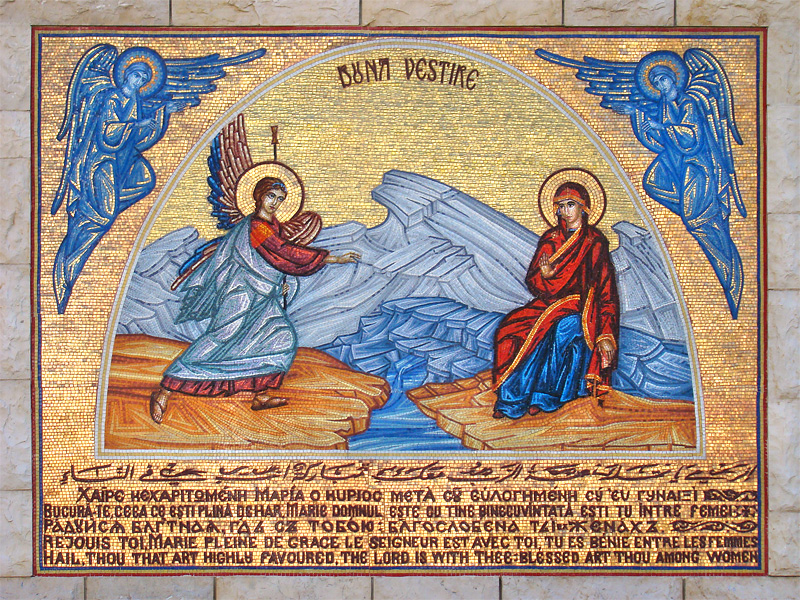
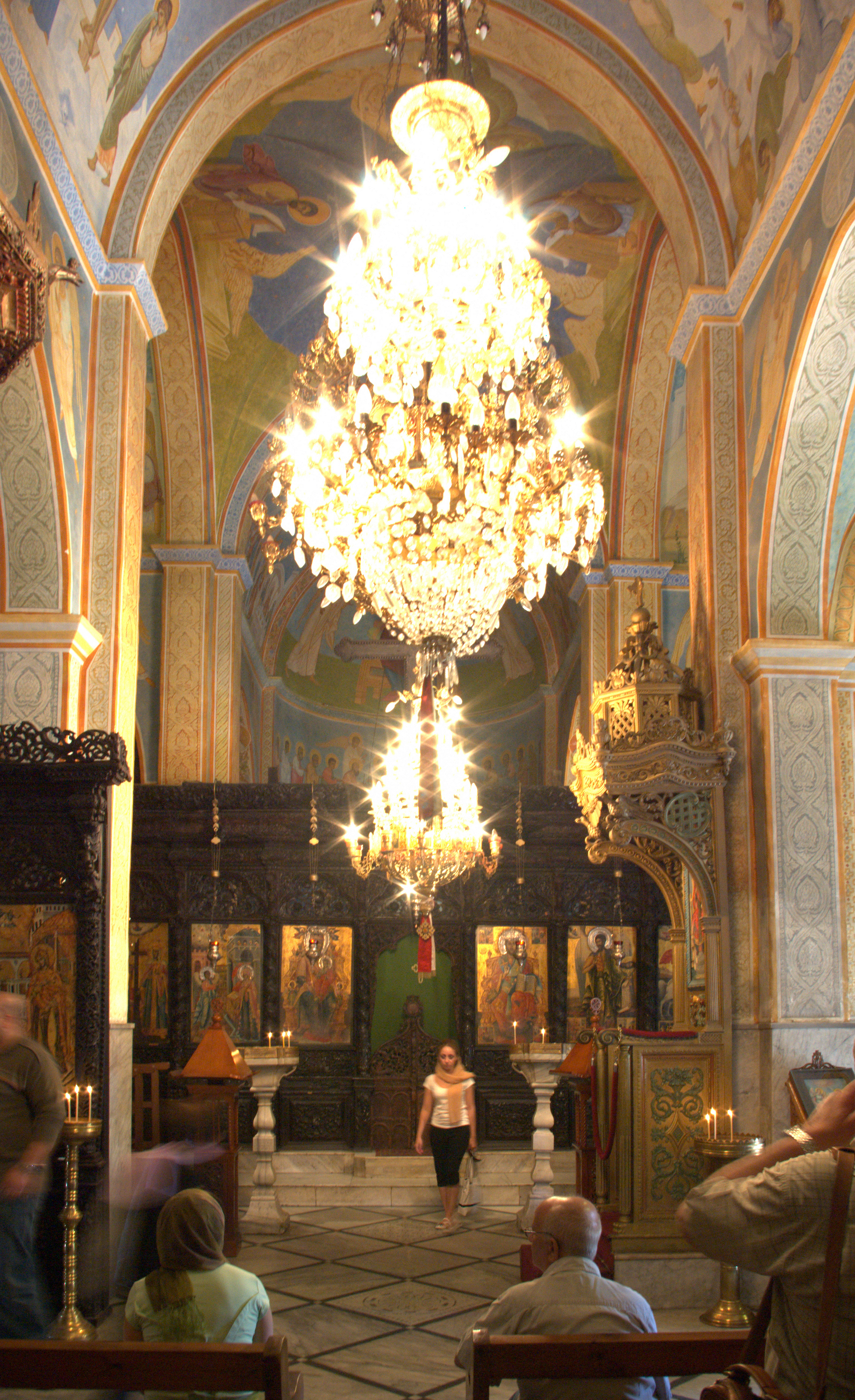
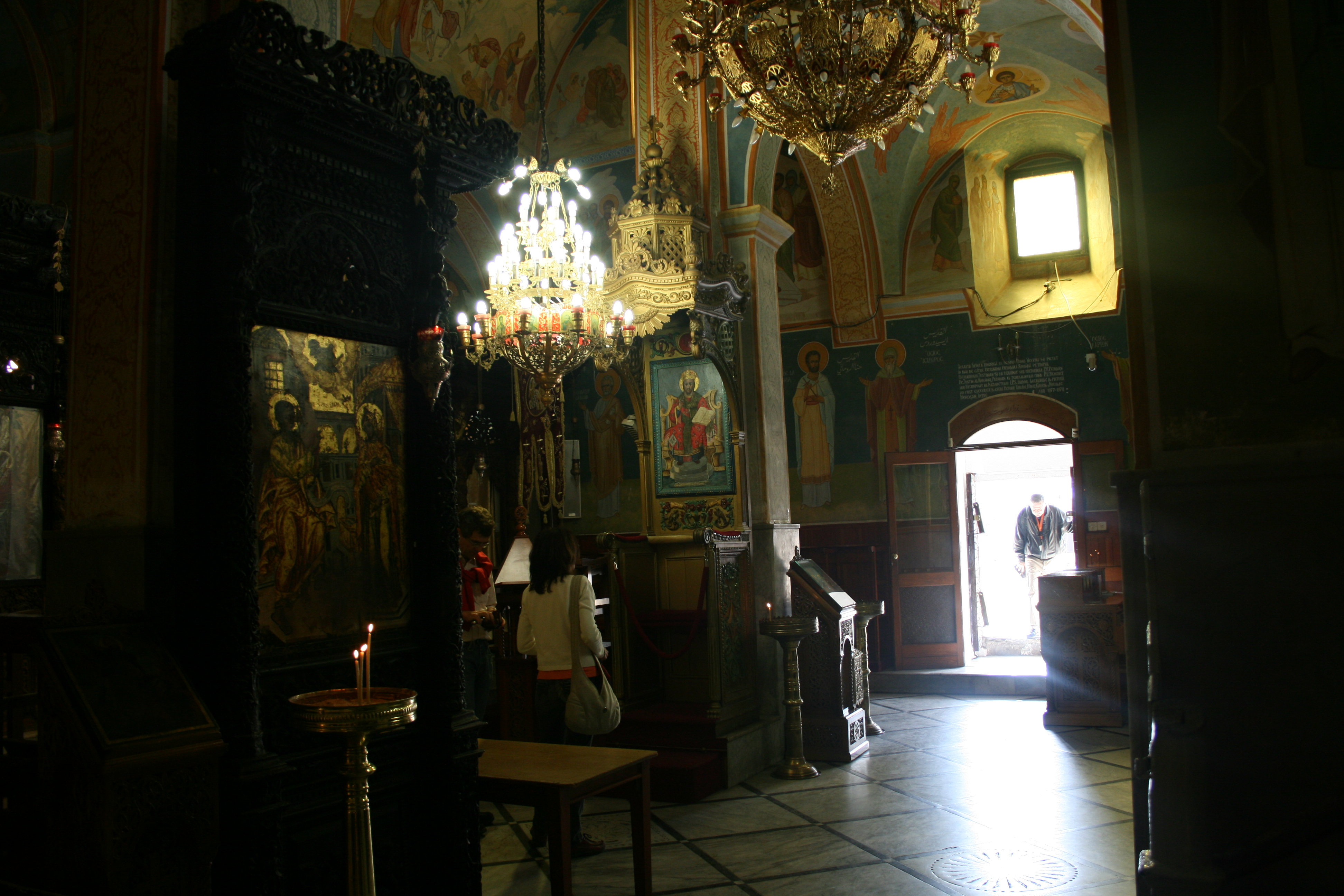
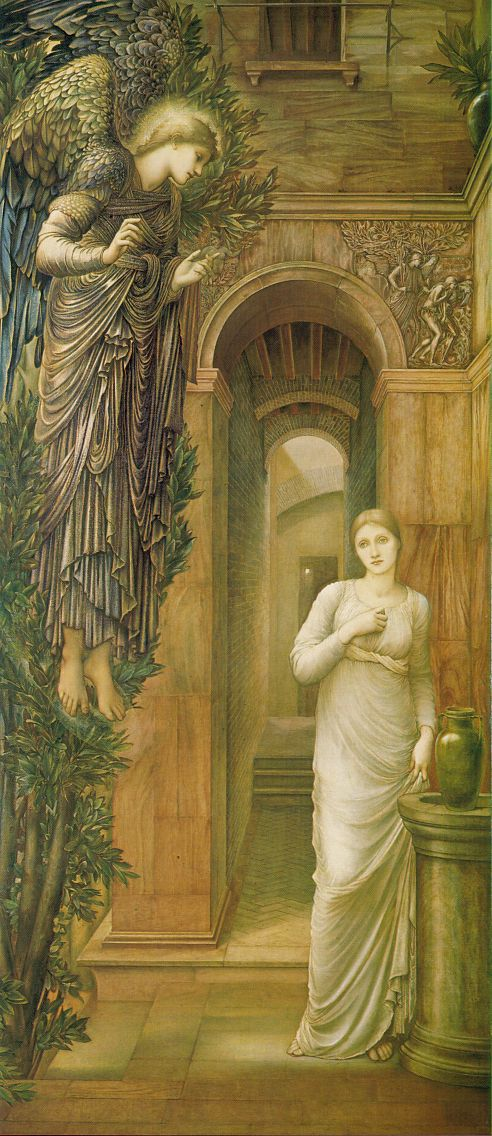

该堂距离圣母领报圣殿650米。